# Roger Tahull
Roger Tahull Compte (Barcelona, 11 de maio de 1997) é um jogador de polo aquático espanhol.

## Carreira
Tahull integrou o elenco da Seleção Espanhola de Polo Aquático que ficou em sétimo lugar nos Jogos Olímpicos de 2016.